# Stiftstarr
Stiftstarr (Carex stylosa) är en halvgräsart som beskrevs av Carl Anton von Meyer. Enligt Catalogue of Life ingår Stiftstarr i släktet starrar och familjen halvgräs, men enligt Dyntaxa är tillhörigheten istället släktet starrar och familjen halvgräs. Arten har ej påträffats i Sverige. Inga underarter finns listade i Catalogue of Life.